# رومیکور (بلژیک)
شهر رومیکور (به فرانسوی: Remicourt) در شهرستان ورم (بلژیک)  در استان لیئژ  در منطقه فدرال والوون در کشور بلژیک واقع شده‌است.